# Thyretes trichaetiformis
Thyretes trichaetiformis là một loài bướm đêm thuộc phân họ Arctiinae, họ Erebidae.